# Chaunax flammeus
Chaunax flammeus is een  straalvinnige vissensoort uit de familie van chaunaciden (Chaunacidae). De wetenschappelijke naam van de soort is voor het eerst geldig gepubliceerd in 1979 door Le Danois.
De soort staat op de Rode Lijst van de IUCN als niet bedreigd, beoordelingsjaar 2009.